# Yauco
La municipalité de Yauco, sur l'île de Porto Rico (Code International : PR.YU) couvre une superficie de 178 km² et regroupe 46 384 habitants (au 31 décembre 2006).

## Culture et patrimoine
- Forêt d'État de Guánica